# 大津シンフォニックバンド
大津シンフォニックバンド（おおつシンフォニックバンド、Otsu Symphonic Band）は、1979年に滋賀県大津市に設立された吹奏楽団。略称はOSB。

## 概要
1979年、日本の吹奏楽の発展に情熱を傾けた東京藝術大学教授(当時)の山本正人を団長として創団。プロの吹奏楽団ではなく、いわゆる市民バンド（アマチュア団体）である。
同年に行われた関西吹奏楽コンクール初出場で銀賞を受賞した。その後の関西吹奏楽コンクールでは全て金賞を受賞。1989年に全国大会に初出場、金賞を受賞した。1998年からはほぼ毎年出場しており、現在では全日本吹奏楽コンクールの常連となっている。また、2003年に行われた第51回全日本吹奏楽コンクールで銀賞を受賞するまで「出れば金賞」の記録を5回としている。自由曲には、1998年に伊福部昭作曲「シンフォニア・タプカーラ」を演奏して以来、すべて邦人作品を採用しており、『邦人作品のOSB』といわれるほどの実績を残している。
近年、吹奏楽における邦人作曲家の活躍の場が増えたことと相まって、邦人作品が吹奏楽コンクールの自由曲として採用される機会が多くなってきたが、OSBはその草分け的存在であるといえる。
2022年から首席客演指揮者に若林義人氏を迎え、2024年の吹奏楽コンクールでは若林氏とOSBのタッグで初出場、全国大会まで駒を進め、金賞を受賞(若林氏は龍谷大学とのダブル金賞受賞)。新たなOSBとして始動した。
全日本吹奏楽コンクールでの成績は、2025年現在で出場19回、内訳は金賞15回、銀賞3回、銅賞1回。
定期演奏会は設立された1979年から行っている。３年目の第３回以降は春と冬の2回開催しており、2005年の第48回からはすべて滋賀県立芸術劇場 びわ湖ホールで行われている。この他、滋賀県内での依頼演奏会や「21世紀の吹奏楽 響宴」への参加、滋賀県吹奏楽連盟主催の楽器別実技講習会の講師などの活動を行っている。

## 歴史
- 1979年 創団。(12月16日創団披露第1回定期演奏会を大津市民会館で開催)
- 1980年 第３回全日本アンサンブルコンテストに「金管五重奏」が初出場。銀賞受賞。（福岡郵便貯金会館）
- 1989年 第20回 日本吹奏楽指導者クリニックのモデルバンドとして出場。新譜紹介で、フィリップ・スパーク作曲「ドラゴンの年」の日本人による本邦初演。
- 1989年 全日本吹奏楽コンクールに初出場（結果は金賞）。
- 1990年 滋賀県文化奨励賞受賞。
- 1991年 アルフレッド・リードとの特別演奏会を開催(守山市民会館)。
- 1993年 岩手県で開催された国民文化祭に出場。
- 1999年 大津市文化賞受賞。創団20周年記念演奏会を開(3月14日滋賀県立芸術劇場 びわ湖ホール)
- 2002年「第5回 21世紀の吹奏楽“響宴”」(3月10日東京芸術劇場)に出場[2]。
- 2006年「第9回 21世紀の吹奏楽“響宴”」(3月５日東京芸術劇場)に出場[3]。
- 2009年 創団30周年記念演奏会[4]を開催。(５月30日滋賀県立芸術劇場 びわ湖ホール)
- 2010年「第2回 もうひとつの全国大会」(3月21日さいたま市文化センター)「第13回 21世紀の吹奏楽“響宴”」(3月22日東京芸術劇場)に出演[5]。
- 2015年 音楽監督の森島洋一が全日本吹奏楽コンクールに15回出場を果たし、全日本吹奏楽連盟 より「永年勤続表彰者」表彰を受ける。
- 2016年 全日本吹奏楽コンクールに15回出場。第39回全日本アンサンブルコンテストにて「金管八重奏」金賞受賞。（香川県県民ホール）
- 2017年 ザ・シンフォニーホールにて、箕面市青少年吹奏楽団と共にニューイヤーコンサートを開催。第40回全日本アンサンブルコンテストにて「混成八重奏」金賞受賞（あましんアルカイックホール）。森島洋一（音楽監督）が平成29年度滋賀県文化功労賞受賞。
- 2018年 「第21回 21世紀の吹奏楽“響宴”」(3月11日文京シビックホール)に出演[6]。第41回全日本アンサンブルコンテストにて「金管八重奏」金賞受賞。（よこすか芸術劇場）
- 2019年 創団40周年記念演奏会(第76回定期演奏会)を開催[7]。(５月19日滋賀県立芸術劇場 びわ湖ホール)
- 2020年 「金管八重奏」は、第43回全日本アンサンブルコンテスト（福井県立音楽堂）に出場予定であったが、新型コロナウイルス感染症拡大防止のため開催が中止となる[8]。

## 全国大会での成績
- 1990年 - 97年：不出場
- 2001年、05年、09年：3出規定による不出場

| 年度   | 指揮者   | 課題曲                                      | 自由曲                                                       | 賞   |
| ------ | -------- | ------------------------------------------- | ------------------------------------------------------------ | ---- |
| 1989年 | 森島洋一 | 風と炎の踊り 小長谷宗一                     | ディオニソスの祭り フローラン・シュミット                    | 金賞 |
| 1998年 | 森島洋一 | 童夢 松尾善雄                               | シンフォニア・タプカーラより 第3楽章 伊福部昭 （羽毛田耕士） | 金賞 |
| 1999年 | 森島洋一 | 行進曲「K点を越えて」 高橋伸哉              | 吹奏楽のための交響的印象「海響」 和田薫                      | 金賞 |
| 2000年 | 森島洋一 | をどり唄 柏崎真一                           | 大阪俗謡による幻想曲 大栗裕                                  | 金賞 |
| 2002年 | 森島洋一 | 吹奏楽のためのラメント 高昌帥               | 大唐西域記より 第1章「玄奘」 阿部勇一                        | 金賞 |
| 2003年 | 森島洋一 | 行進曲「虹色の風」 松尾善雄                 | 写楽 高橋伸哉                                                | 銀賞 |
| 2004年 | 森島洋一 | 吹奏楽のための「風之舞」 福田洋介           | 鳳凰〜仁愛鳥譜〜 鈴木英史                                    | 金賞 |
| 2006年 | 森島洋一 | 風の密度 金井勇                             | Dithyrambos for Wind Orchestra 高昌帥                        | 銀賞 |
| 2007年 | 森島洋一 | 憧れの街 南俊明                             | パンソリック・ラプソディ 高昌帥                              | 金賞 |
| 2008年 | 森島洋一 | 火の断章 井澗昌樹                           | 鳥のマントラ／萬歳楽 鈴木英史                                | 金賞 |
| 2010年 | 森島洋一 | 汐風のマーチ 田嶋勉                         | 吹奏楽のためのバラードV 兼田敏                               | 銅賞 |
| 2012年 | 森島洋一 | 行進曲「希望の空」 和田信                   | 響瀬の鹿 酒井格                                              | 金賞 |
| 2013年 | 森島洋一 | 復興への序曲「夢の明日に」 岩井直溥         | 吹奏楽のための風景詩「陽が昇るとき」より 高昌帥              | 金賞 |
| 2015年 | 森島洋一 | マーチ「春の道を歩こう」 佐藤邦宏           | 復興 保科洋                                                  | 銀賞 |
| 2016年 | 森島洋一 | マーチ・スカイブルー・ドリーム 矢藤学       | 交響詩「ヌーナ」 阿部勇一                                    | 金賞 |
| 2017年 | 森島洋一 | マーチ「春風の通り道」 西山知宏             | 黎明のエスキース 阿部勇一                                    | 金賞 |
| 2018年 | 森島洋一 | コンサート・マーチ「虹色の未来へ」 郷間幹男 | ドデカフォニック・ファンファーレ 酒井格                      | 金賞 |
| 2019年 | 森島洋一 | 行進曲「道標の先に」 岡田康汰               | ウインドオーケストラのためのナイトフォニー 高昌帥            | 金賞 |